# Ursula Kardos
Ursula Kardos (* 30. April 1898 in Berlin; † 14. Juni 1971 ebenda) war eine Ungarin, die sich als sogenannte Hellseherin ihren Lebensunterhalt bestritt.

## Leben
Die Tochter eines Russen und einer Ungarin gab an, sie hätte seit ihrem 8. Lebensjahr Hellseh-Erlebnisse gehabt und betrieb ab 1932 in Berlin eine „psychologische Beratung“. Bekannt als „Hellseherin der Prominenten“, hatte sie die einzige Konzession für Wahrsagerei in der Stadt. Von Karten, Handlinien lesen und Sternbildern hielt sie nichts. Sie vertraute ganz den Bildern in ihrem Kopf. „Ich sage nur, was ich sehe, und schalte mich und meinen Verstand aus, wenn mir ein Mensch gegenübersitzt. Ich komme mir vor wie in einem Stummfilm, und ich bin der Ansager“, sagte sie über sich selbst.
Sie verkehrte im Berliner Literarischen Salon von Sophia Becker-Leber und hatte Kontakt zu vielen bekannten Persönlichkeiten, darunter auch Männern des 20. Juli. Es werde schiefgehen, habe sie damals Polizeipräsident Graf Helldorff, Oberst Friedrich Gustav Jaeger, Hauptmann Ludwig Gehre und Rechtsanwalt Carl Langbehn prophezeit. Auch den Reichstagsbrand 1933, den Kriegsbeginn und das Kriegsende soll sie vorausgesagt haben. Das soll der Grund für eine Verurteilung wegen Vorbereitung zum Hochverrat gewesen sein, woraufhin sie bis Kriegsende in einem Konzentrationslager inhaftiert gewesen sei.
1949 wollte der NWDR Kardos der Scharlatanerie überführen, Psychiater und Astrologen befragten sie entsprechend. Der Versuch sei jedoch gescheitert, da Kardos die Vergangenheit des beteiligten Reporters detailliert dargestellt haben soll. Die Tonbandaufnahme der Befragung ist nicht erhalten.

## Schriften
- Hellsehen. Hundert Fälle aus meiner Praxis. Paul Steegemann Verlag, Berlin 1950
- Die Kunst das Schicksal zu meistern. Gedanken zur Lebensweisheit. Paul Steegemann Verlag, Berlin 1950